# 岡本安代
岡本 安代（おかもと やすよ、1977年3月8日-)は、日本のアナウンサー・女優・朗読家・講演家。元鹿児島読売テレビアナウンサー。OFFICE CREA所属。5人の子育てママウンサーとして全国で講演活動も行う。鹿児島県在住。

## 来歴
鹿児島市出身。鹿児島県立甲南高等学校（46期卒）、鹿児島大学卒業。1999年、鹿児島読売テレビに、アナウンサーとして入社。局アナ時代は、KYTニュースプラス1（金曜キャスター）を岡本善久（当時同局のアナウンサー）と共に担当。
2001年、岡本善久と結婚を機に退社。その後は5児（3男2女）の母となり、現在は、５人の子育てママウンサーとして全国各地で講演活動も多数行っている。
日本テレビの「恋のから騒ぎ」女子アナスペシャルに２回の出演経験を持ち、最前列でネタを披露した。結婚後、同じく「恋のから騒ぎ」人妻スペシャルにも出演している。結婚を機に担当番組において、料理コーナーを15年以上担当、フードコーディネーター、食育インストラクター、食育アドバイザーの資格も持つ。鹿児島サンロイヤルホテル総料理長・前川定徳のレシピをまとめた料理本を企画・制作した。
自身の原点である朗読活動にも力を入れており朗読家としても活動。2013年には滋賀県で開かれた日本朗読協会主催第1回朗読大好きコンクールにおいて、優勝を果たしている。
2015年8月から日本テレビ「人生が変わる1分間の深イイ話」にシリーズ出演しており、翌年には「踊る!さんま御殿!!」にも出演した。
料理や子育て、仕事などママウンサーとしての日常を綴ったブログ「走り続ける岡本家。」は全国的にファンも多い。
現在は、鹿児島から北海道まで、全国各地で講演活動を行い、その飽きさせない躍動感ある独自の講演スタイルは、広く支持を集めている。
2018年には、自らオーディションを受け、映画「かぞくいろ RAILWAYS わたしたちの出発」（2019年全国公開　主演：有村架純・國村隼）にて、女優デビューを果たす。
映画の舞台となった地元鹿児島では、日頃の元気なママウンサーとしての表情とは全く異なる強面の演技が、大きな話題となった。
以来、女優としての活動も本格化させ、2023年には自身初となる舞台alexandrite stage「CHICACO2023」に出演。女社長を好演し東京・大阪公演も果たす。
舞台「グレイテスト母さん」では、自らが主演脚本演出を務め、母と娘の共演を果たしている。

## 出演

### TV
- Dr.クラナガン（福岡放送制作）
- 九州まるごと生情報（福岡放送制作）
- KYTニュースプラス1
- KYT news every.
- 恋のから騒ぎ（日本テレビ制作、女子アナスペシャル、人妻スペシャル他）
- スープラス スマートクッキング
- 夢いろあっとねっと
- 人生が変わる1分間の深イイ話（日本テレビ制作、2015年8月17日〜シリーズ岡本家第9弾まで放送）
- 踊る!さんま御殿!!（日本テレビ制作、2016年4月12日）

- かごピタ（鹿児島読売テレビ制作）
- かごピタEX（鹿児島読売テレビ制作）
- ユメイロ@ネット
- 特別番組ほか

### 映画
・『かぞくいろ 〜RAILWAYS わたしたちの出発〜』（2019年松竹全国公開/竹田恭子役）

### 舞台
- 『CHICACO2023』(2023年/中目黒キンケロシアター・一心寺シアター倶楽) 円成寺華子役

- 『シーボルト父子伝2023』(2023年/銀座博品館劇場・長崎原爆会館) 楠本イネ役
- 『CHICACO2024』(2024年/中目黒キンケロシアター・一心寺シアター倶楽) 円成寺華子役
- 『夏砂に描いた』(2024年/えのもとぐりむ夏の朗読祭り/πTOKYO)母役
- 『Mother〜特攻の母・鳥濱トメ物語〜』（2025年/新国立劇場）菊井幸役

## 企画・演出
・『グレイテスト母さん』（2023年/サンエールかごしま）

## 著書
・『「大変だ」と言わずに笑おう！岡本家、家族の約束。』(双葉社)
・『日本一忙しいワーキングマザーが編み出した子どもマネジメント』（光文社）
・『元気注入！日めくりカレンダー「同じやるなら全力で！」』（鹿児島読売テレビ）